# Sofie Řecká a Dánská
Sofie Řecká a Dánská (řecky: Πριγκίπισσα Σοφία της Ελλάδας και Δανίας, 26. června 1914 Villa Mon Repos, Korfu, Řecko – 3. listopadu 2001 Mnichov, Německo) byla rodem řecká a dánská princezna a díky postupným sňatkům s hesenským princem Kryštofem a hannoverským princem Jiřím Vilémem také princezna hesenská a hannoverská. Byla starší sestrou prince Philipa, vévody z Edinburghu (manžela královny Alžběty II.), a po určitou dobu byla spojována s nacistickým režimem.
Jako čtvrté z pěti dětí řeckého a dánského prince Ondřeje a princezny Alice z Battenbergu prožila Sofie šťastné dětství. Její raná léta však ovlivnila první světová válka (1914-1918) a řecko-turecká válka (1919-1922), což vedlo k rodinnému exilu ve Švýcarsku (v letech 1917-1920) a poté ve Francii (1922-1936). Během exilu byla Sofiina rodina závislá na štědrosti svých zahraničních příbuzných, zejména Marie Bonapartové (která jim nabídla ubytování v Saint-Cloud) a lady Louis Mountbatten (která je finančně podporovala). Na konci 20. let se Sofie zamilovala do jednoho ze svých vzdálených bratranců, prince Kryštofa Hesenského. Přibližně ve stejné době prodělala její matka duševní krizi, která vedla k jejímu umístění do švýcarské psychiatrické léčebny v letech 1930-1933. V prosinci 1930 se Sofie provdala a s manželem se přestěhovala do Berlína. Poté se jí narodilo pět dětí.
Sofie, která měla blízko k nacistickým kruhům, v nichž se od roku 1930 angažoval její manžel a několik jejích příbuzných, vstoupila v roce 1938 do Národně socialistického svazu žen. Sofie a její příbuzní sloužili jako neoficiální prostředníci mezi nacistickým Německem a evropskými dynastiemi, s nimiž byli spřízněni. Kryštof a Sofie se v roce 1936 přestěhovali do velkého domu v Dahlemu. Vypuknutí druhé světové války však manžele donutilo k rozchodu; Sofie se s dětmi přestěhovala ke své tchyni na zámek Friedrichshof v Kronbergu im Taunus. Rostoucí nedůvěra Adolfa Hitlera k německé šlechtě (od roku 1942) a zrada italského krále Viktora Emanuela III. v roce 1943 vedly nacistický režim k tomu, že se obrátil proti rodu Hesensko-Kasselští. Princezna Mafalda, dcera italského panovníka a švagrová Sofie, byla uvězněna v Buchenwaldu, kde byla těžce zraněna a krátce nato zemřela, zatímco její manžel Filip Hesenský byl až do vítězství Spojenců vězněn ve Flossenbürgu. V téže době byl Kryštof za záhadných okolností nalezen mrtvý a Sofie zůstala téměř sama se svými čtyřmi dětmi a pátým na cestě, stejně jako s dětmi Filipa a Mafaldy. Tragické události přiměly Sofii obrátit se proti nacismu.
Porážka Německa a jeho okupace Spojenci přinesly do života Sofie nové potíže, neboť se ocitla v tíživé finanční situaci kvůli krádeži svých šperků americkými vojáky v roce 1946 a zabavení majetku svého prvního manžela až do roku 1953. Po několikaměsíčním pobytu ve Wolfsgartenu navázala vztah s dalším bratrancem, princem Jiřím Vilémem Hannoverským, za kterého se v roce 1946 provdala. S druhým manželem měla další tři děti. Manželé se přestěhovali do Salemu, kde Jiří Vilém působil jako ředitel Schule Schloss Salem (1948-1959), a poté se usadili ve Schliersee (od roku 1959). Sofie, která byla v roce 1947 vyloučena ze svatby svého bratra prince Philipa s britskou princeznou Alžbětou (později královnou Alžbětou II.) kvůli svým dřívějším vazbám na nacistický režim, byla počátkem 50. let znovu začleněna do královských kruhů. Přesto vedla diskrétní a uzavřený život, trávila čas četbou, poslechem hudby a zahradničením. Jako poslední žijící sourozenec vévody z Edinburghu zemřela v roce 2001 v domově důchodců ve Schliersee. Byla tetou z otcovy strany prince z Walesu, který se později stal králem Karlem III.

## Původ, mládí

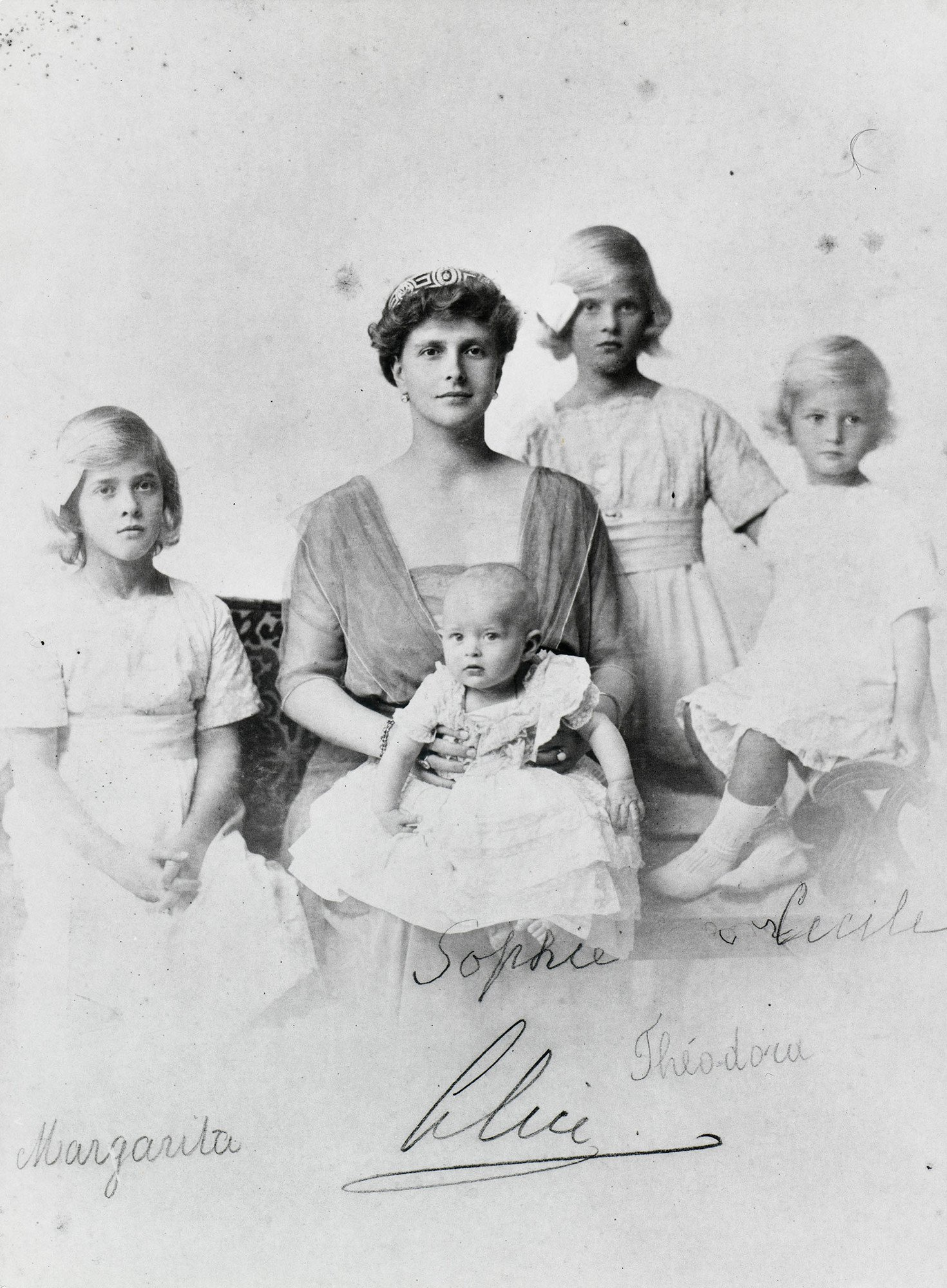
Sofie s matkou a sestrami, 1914

Čtvrtá dcera řeckého a dánského prince Ondřeje a princezny Alice z Battenbergu se narodila 26. června 1914 v paláci Mon Repos na Korfu, který její rodiče zdědili po zavraždění krále Jiřího I. v roce 1913. Rodina jí přezdívala „Drobek“ a princezna vyrůstala ve společné domácnostispolu se svými staršími sestrami Margaritou (1905-1981), Teodorou (1906-1969) a Cecilií (1911-1937). S matkou se Sofie a její sestry dorozumívaly anglicky, ale v přítomnosti příbuzných a vychovatelek používaly také francouzštinu, němčinu a řečtinu.
Sofiino rané dětství bylo poznamenáno nestabilitou, kterou Řecké království zažívalo v důsledku první světové války. Konflikt rozdělil její rodinu na znepřátelené větve a Řecko nakonec kvůli Trojdohodě odložilo svou neutralitu. Sofie a její sestry byly v královském paláci v Athénách, když byl 1. prosince 1916 během bitvy v hlavním městě bombardován francouzským námořnictvem. V červnu 1917 byl král Konstantin I., Sofiin strýc, nakonec sesazen a vyhnán z Řecka spojenci, kteří ho na trůnu nahradili jeho druhým synem, mladým Alexandrem. O patnáct dní později byla zase Sofiina rodina donucena k exilu a musela opustit Mon Repos, aby se odstranila možnost ovlivňování nového panovníka jeho blízkými. Malá skupina, která byla nucena pobývat v německy mluvícím Švýcarsku, se nejprve ubytovala v hotelu ve Svatém Mořici a poté se usadila v Lucernu, kde žila s nejistotou ohledně své budoucnosti.
Stesk po domově způsobený vyhnanstvím však nebyl jediným zdrojem trápení rodiny. Po ruské revoluci byli v Rusku vyvražděni Sofiini příbuzní Romanovci. Krátce po těchto událostech byl v zimě 1918-1919 spolu s ostatními německými dynastiemi svržen i hessenský velkovévodský rod, s nímž byla Sofie prostřednictvím své matky úzce spřízněna.
Na začátku roku 1919 se Sofie znovu setkala se svou babičkou z otcovy strany, královnou-vdovou Olgou, kterou bolševici ušetřili díky diplomatické intervenci Dánů. V následujících měsících se Sofie zúčastnila rodinného setkání se svými prarodiči z matčiny strany a setkala se se svou tetou Luisou a strýcem Louisem Mountbattenem. Pro Sofii, která nyní tvořila duo se svou třetí nejstarší sestrou Cecilií, nebyl exil jen synonymem smutku, ale také příležitostí k dlouhým rodinným setkáním a procházkám po horách.

### Krátký návrat do Řecka
Dne 2. října 1920 pokousala krále Alexandra, bratrance Sofie, na procházce v Tatoi domácí opice. Ve špatné péči onemocněl sepsí, která u něj 25. října zvítězila, aniž by k jeho lůžku mohl přijít kdokoli z jeho rodiny. Smrt panovníka vyvolala v Řecku prudkou institucionální krizi. Premiér Eleftherios Venizelos, který již od roku 1919 uvízl v nové válce proti Turecku, prohrál v roce 1920 řecké parlamentní volby. Ponížený odešel do zahraničí, zatímco referendum znovu dosadilo na trůn Konstantina I.
Princ Ondřej byl v Athénách triumfálně přijat 23. listopadu 1920 a o několik dní později se k němu připojila i jeho manželka a čtyři dcery. Sofie se poté vrátila s rodinou na Korfu. Ve stejné době princezna Alice zjistila, že je opět těhotná. 10. června 1921 rodina přivítala Philipa (1921-2021), pozdějšího vévodu z Edinburghu. Radost, která provázela toto narození, však byla zastřena nepřítomností prince Ondřeje, který se připojil k řeckým jednotkám v Malé Asii během okupace Smyrny. Navzdory obavám z války si Sofie a její sourozenci užívali života v Mon Repos, kde je na jaře 1922 navštívila babička z matčiny strany a teta Luisa. V parku poblíž paláce, postaveném na starověkém hřbitově, se princezny věnovaly archeologii a objevily několik keramických nádob, bronzových kousků a kostí.
V tomto období se Sofie a její sestry také poprvé zúčastnily řady velkých společenských akcí. V březnu 1921 se princezny zúčastnily v Athénách svatby své sestřenice Heleny s rumunským korunním princem Karlem. V červenci 1922 navštívily Velkou Británii, kde šly za družičky na svatbě svého strýce Louise Mountbattena s bohatou dědičkou a aristokratkou Edwinou Ashleyovou.
Vojenská porážka Řecka proti Turecku a politické nepokoje, které to vyvolalo, však narušily život Sofie a její rodiny. V září 1922 Konstantin I. abdikoval ve prospěch svého nejstaršího syna Jiřího II. O měsíc později byl princ Ondřej zatčen a poté souzen vojenským tribunálem, který ho prohlásil za odpovědného za porážku u Sakarye. Před popravou prince zachránila intervence zahraničních kancléřů, byl však odsouzen k vyhnanství a zpeněžení. Po krátké zastávce na Korfu princ a jeho příbuzní počátkem prosince 1922 urychleně opustili Řecko na palubě lodi HMS Calypso.

### Exil ve Francii

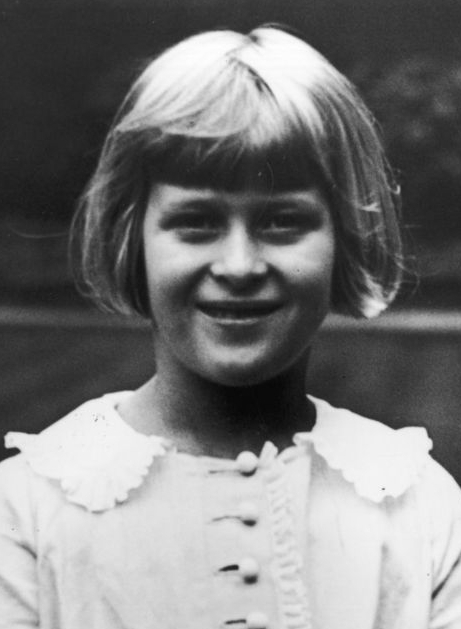
Princezna Sofie Řecká a Dánská, 1922

Po několikatýdenní cestě, která je postupně zavedla do Itálie, Francie a Spojeného království, se Sofie, její rodiče a sourozenci usadili v roce 1923 v Saint-Cloud, kde se usadili v domě sousedícím s domem princezny Marie Bonapartové, rodina byla sedm let odkázána na její štědrost a na další dvě Sofiiny tety: nejprve princeznu Anastázii a poté lady Louis Mountbattenovou. Marie Bonapartová financovala studia svých neteří a synovce, zatímco lady Mountbattenová si zvykla nabízet neteřím své „použité“ oblečení. Ve skutečnosti měli Sofiini rodiče jen malé příjmy a děti byly pravidelnými svědky jejich finančních problémů a potíží s udržením domácnosti.
Po vyhlášení Druhé řecké republiky v březnu 1924 byla Sofie a její rodina zbavena řecké státní příslušnosti a od svého bratrance, krále Kristiána X., obdržela dánské pasy. V Saint-Cloud žila malá skupinka poměrně prostým životem. Sofie a její sourozenci pokračovali ve studiu v soukromých institucích a ve volném čase je otec pravidelně bral do Paříže nebo do Bois de Boulogne. Dlouhé hodiny s nimi také hrál tenis. Každou neděli rodinu přijímala na oběd princezna Marie Bonapartová a řecký a dánský princ Jiří. Sofie a její rodina se také pravidelně setkávali s řeckým a dánským princem Mikulášem a jeho manželkou Jelenou Vladimirovnou Ruskou, kteří si pro pobyt v exilu se svými dcerami rovněž vybrali Francii. V neposlední řadě se často vídali se svou sestřenicí princeznou Markétou Dánskou, která se po sňatku s princem Reném Bourbonsko-Parmským usadila v pařížském regionu.
Sofie a její příbuzní často pobývali v zahraničí, zejména ve Spojeném království. V roce 1923 byla princezna pozvána do Londýna, aby šla za družičku na svatbě své tety Luisy Mountbattenové s budoucím švédským králem Gustavem VI. Adolfem. Do Anglie se vrátila v roce 1925 na pohřeb své pratety, královny Alexandry, v roce 1926 odjela do Itálie na pohřeb své babičky z otcovy strany, královny Olgy, o několik týdnů později se vrátila, aby strávila léto ve Velké Británii u své babičky z matčiny strany, vdovy markýzy z Milford Havenu.

## První manželství
V roce 1927 se Sofie seznámila s jedním ze svých vzdálených bratranců, princem Filipem Hesenským. Krátce poté se na zámku Hemmelmark, sídle její pratety, princezny Ireny Hesenské, setkala s jeho dvěma bratry, dvojčaty Kryštofem a Richardem Hesenským. Přestože byla o 13 let mladší, oba němečtí princové se jí brzy pokoušeli dvořit a byl to právě Kryštof, komu se podařilo upoutat její pozornost. Jejich románek nakonec vyústil v zasnoubení, které bylo oficiálně oslaveno v roce 1930, kdy Sofie dosáhla 16 let. Přibližně ve stejné době se Sofiina oblíbená sestra Cecilie zasnoubila s dalším členem hesenského rodu, Jiřím Donatem, dědičným velkovévodou hesenským.
Princeznino štěstí však bylo zkaleno situací její matky, jejíž duševní zdraví se prudce zhoršilo po oslavě stříbrného výročí svatby s princem Ondřejem v roce 1928. Princezna Alice, kterou postihla duševní krize, sama sebe přesvědčila, že má léčitelské schopnosti a že dostává božská poselství o potenciálních manželích pro své dcery. Sama sebe pak považovala za svatou a brzy se prohlásila za Ježíšovu nevěstu. Zoufalý princ Ondřej se nakonec rozhodl umístit svou ženu do sanatoria. Využil pobytu své rodiny v Darmstadtu u příležitosti oslav Ceciliiných oficiálních zásnub v dubnu 1930 a poslal Alici do psychiatrické léčebny nacházející se ve švýcarském Kreuzlingenu.
V nepřítomnosti matky se Sofie a Cecílie věnovaly přípravám na svatbu společně. Na jaře 1930 se proto obě princezny vydaly do Londýna, aby si pořídily nové šaty. Krátce nato se vrátily do Paříže, aby si sestavily výbavu a zakoupily svatební šaty. Svatba Sofie a Kryštofa se konala 15. prosince 1930 v Kronbergu im Taunus. Vzali se při dvou církevních obřadech, přičemž pravoslavný se konal na zámku Friedrichshof, který vlastnila její tchyně, pruská princezna Markéta, a luteránský v kostele ve městě. O několik týdnů později, 2. února 1931, se Cecílie a Jiří Donatus vzali za přítomnosti své rodiny v Neue Palais v Darmstadtu.
Po skončení líbánek se Sofie a Kryštof přestěhovali do bytu v berlínské čtvrti Schöneberg. Po dlouhé době pracoval princ v automobilce Maybach ve Friedrichshafenu a byl právě přijat jako makléř pojišťovny Victoria. Zatímco se princezna přestěhovala do Německa, aby založila rodinu, Řecko procházelo bouřlivým politickým obdobím, které bylo poznamenáno četnými státními převraty. Obyvatelstvo, konfrontované s trvalou nestabilitou, postupně ztrácelo důvěru v instituce Řecké republiky a v listopadu 1935 byl na trůn nakonec dosazen král Jiří II. (Sofiin bratranec).

### Rodinný život a příklon k nacismu
V říjnu 1930 představil pruský princ August Vilém, syn císaře Viléma II., svého bratrance Kryštofa politikovi Hermannu Göringovi a netrvalo dlouho a oba navázali bližší vztah. Pod Göringovým vlivem se pak princ a jeho žena seznámili s Adolfem Hitlerem, který je oklamal svým šarmem a zdánlivou skromností. Za těchto podmínek Kryštof vstoupil do nacistické strany, nejprve tajně v roce 1931 a poté veřejně v roce 1933. V únoru 1932 vstoupil také do SS. Ve své rodině však Kryštof nebyl výjimečným případem. Jeho starší bratr Filip se stal členem nacistické strany již v roce 1930 a následně v roce 1932 vstoupila do strany i jejich dvojčata, princové Wolfgang a Richard Hesenští a v květnu 1938 následovali příkladu svých synů i jejich rodiče, Fridrich Karel, landkrabě hesenský, a princezna Markéta.
Na rozdíl od svých sester Cecílie a Margarity, které vstoupily do nacistické strany současně se svými manžely v roce 1937, se Sofie nikdy nestala členkou nacistické strany. Stejně jako její švagrové, princezna Mafalda a princezna Marie Alexandra, se nicméně v roce 1938 připojila k národně socialistickému svazu žen. Ve skutečnosti Sofie dlouhodobě projevovala nadšení pro nacistické Německo. Princezna, spojená s elitou hitlerovského režimu, tak udržovala přátelské vztahy s Emmou Sonnemannovou a byla jedním z čestných hostů při její svatbě s Hermannem Göringem v dubnu 1935, kterému šel za svědka Adolf Hitler.
Nástup Adolfa Hitlera k moci z finančního hlediska situaci Kryštofa a Sofie výrazně zlepšil. V roce 1933 byl princ jmenován osobním poradcem státního tajemníka pruského ministerstva zahraničí Paula Körnera. O dva roky později Göring pověřil Kryštofa vedením Forschungsamtu, zpravodajské služby, která měla na starosti špionáž v oblasti telekomunikací nacistického Německa. Za těchto podmínek Sofie s manželem v roce 1933 opustili svůj starý byt a přestěhovali se do nové vily z červených cihel, která se nacházela v Dahlemu v roce 1936.
Současně s těmito událostmi se rodina Sofie a Kryštofa rozrostla o Kristýnu (1933-2011), Dorotu (nar. 1934), Karla (1937-2022) a Rainera Hesenského (nar. 1939). Narození nejstaršího syna bylo pro manžele také příležitostí, jak zdůraznit svou podporu nacismu, neboť dítě dostalo mezi svými jmény i jméno Adolf na počest Adolfa Hitlera. Sofie se také nadále obávala o osud své matky Alice, kterou několikrát navštívila během jejího věznění v Kreuzlingenu v letech 1930-1933. Sofie se také s radostí zúčastnila svateb svých dvou nejstarších sester, Margarity a Teodory, s německými princi Gottfriedem, princem z Hohenlohe-Landenburgu, a Bertholdem, markrabětem bádenským v roce 1931. Byla také přítomna pohřbu své sestry Cecílie a její rodiny, která zahynula při leteckém neštěstí v roce 1937.
Sofie a Kryštof si také udržovali vazby na své zahraniční příbuzné. Princezna několikrát navštívila Spojené království a pobývala také v Itálii (1936) a Jugoslávii (1939). Podle historika Jonathana Petropoulose byly jejich cesty pro pár příležitostí, jak ve prospěch nacistického Německa provádět paralelní diplomacii se svými evropskými příbuznými, jako byl jugoslávský princ Pavel a jeho manželka řecká a dánská princezna Olga.

### Druhá světová válka
Kryštof Sofii varoval, aby si dávala pozor na zvědavé uši a aby nikdy nemluvila o politice s jinými lidmi než se sestrami a bratranci. I když se od roku 1934 pravděpodobně odklonil od SS, princ přesto zůstal věrným stoupencem nacistického režimu. Když Německo v září 1939 napadlo Polsko, spontánně se přihlásil k Luftwaffe, přičemž si ponechal funkci ředitele Forschungsamtu. Sofie se čtyřmi dětmi poté opustila Berlín a usadila se ve Friedrichshofu, poblíž manželových rodičů landkraběte a landkraběnky z Hesenska. Poté začala mezi manželi úzká korespondence, která svědčila o lásce, kterou k sobě Sofie a její manžel chovali.
Krátce poté, co se Sofie 28. května 1940 přestěhovala do Kronbergu im Taunus, zemřel ve Wilhelmshöhe její tchán a novou hlavou rodu Hesensko-Kasselští se stal jeho nejstarší žijící syn Filip. Ve stejné době se většina Evropy ocitla pod nacistickou nadvládou a Sofiini rodiče se ocitli v izolaci daleko od svých dětí. Po invazi do Francie uvízl princ Ondřej v červnu 1940 na francouzské Riviéře. Princezna Alice se zase rozhodla zůstat v Athénách, přestože Řecko bylo okupováno a ostatní členové řecké královské rodiny v dubnu 1941 odešli do exilu. To však Sofii nebránilo v tom, aby nadále podporovala nacistický režim, což dokládá pokračování jejích návštěv u Emmy a Hermanna Göringa.

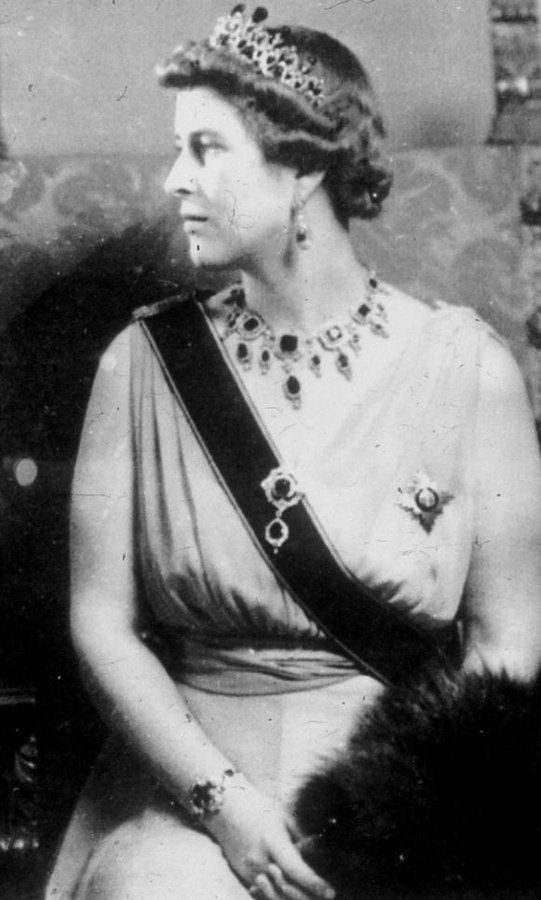
Princezna Sofie, 1943

Situace se změnila od roku 1942, kdy se nacistické úřady začaly distancovat od německé šlechty. V lednu a říjnu 1943 byli postupně propuštěni z armády princové Wolfgang a Richard Hesenští, aniž by jim nacistický režim hrozil. V dubnu Hitler uvalil domácí vězení na landkraběte Filipa, než ho po kapitulaci Itálie Spojencům 8. září 1943 nechal uvěznit v táboře Flossenbürg, o několik dní později, 22. září, přišlo na řadu zatčení Filipovy manželky Mafaldy. Po dvou týdnech výslechů byla Mafalda, která byla dcerou italského krále Viktora Emanuela III. uvězněna v Buchenwaldu, kde zemřela 27. srpna 1944 poté, co byla vážně zraněna po leteckém bombardování. Ve stejné době probíhaly v sídlech Filipa a jeho matky domovní prohlídky, které prováděl Obergruppenführer Josiáš, dědičný princ z Waldecku a Pyrmontu. Všechny tyto události vedly k tomu, že se Sofii zcela otevřely oči a poznala skutečnou povahu nacistického režimu.
Tím však tragédie rodu Hesenských neskončily. Dne 7. října 1943 zahynul princ Kryštof za záhadných okolností při leteckém neštěstí v Apeninách nedaleko Forli. O několik měsíců později zahynula princezna Marie Alexandra Bádenská (manželka Wolfganga) při náletu na Frankfurt nad Mohanem ve dnech 29.-30. ledna 1944. Ovdovělá a těhotná s pátým dítětem (princeznou Clarissou, která se narodila 6. února 1944) se tak Sofie ocitla v prekérní situaci a její hlavní oporou byla tchyně, landkraběnka Markéta. Unavená a vyhublá princezna byla nyní zodpovědná za výchovu svých dětí sama a zároveň se starala o čtyři děti Filipa a Mafaldy.
Protože nacistický režim Kryštofovu smrt nezveřejnil, Sofie 18. října 1943 zveřejnila ve Völkischer Beobachter prosté úmrtní oznámení svého manžela. O několik týdnů později, v listopadu 1943, navštívil princeznu a její tchyni Obergruppenführer Siegfried Taubert, pověřený Heinrichem Himmlerem, aby rodinu diskrétně špehoval. Vědomy si své zranitelnosti se pak obě ženy zdržely vyjádření pochybností o poměrech kolem Kryštofovy smrti. Sofie, toužící dozvědět se více o osudu Filipa a Mafaldy, se naopak snažila získat informace od Emmy Göringové, avšak bez úspěchu. Ve stejné době navštívilo Friedrichshof několik princezniných příbuzných, včetně její matky, princezny Alice, které se koncem ledna 1944 podařilo získat propustku do Německa a zůstala s dcerou až do dubna, další příbuzní, včetně jejího švagra Wolfganga a jejich bratrance, pruského prince Augusta Viléma, přijeli na zámek v únoru 1945.

### Poválečná léta
Porážka Německa a jeho okupace Spojenci ovlivnila život Sofie i jejích blízkých. Armáda Spojených států vstoupila do Kronbergu 29. března 1945 a Friedrichshof byl poté částečně obsazen. Před příchodem americké armády odstranili Hesenští ze své knihovny kompromitující dokumenty, například knihy politického charakteru. Schovali také některé své věci, zejména rodinné drahokamy a šperky. Toto opatření nebylo zbytečné, protože američtí vojáci se na zámku dopustili četných krádeží. Ukradli zde mnoho předmětů, vyrabovali jeho sklepy a zabili pávy na panství, které upekli před zraky jejich majitelů.
Ve dnech následujících po začátku okupace zatkla americká zpravodajská služba pruského prince Augusta Viléma (7. dubna) a hesenského prince Wolfganga (12. dubna). Vzhledem k tomu, že landkraběnka Markéta trpěla zápalem plic, ocitla se Sofie v situaci, kdy musela svou rodinu před úřady zastupovat sama. 12. dubna však americká armáda nařídila evakuaci Friedrichshofu a ponechala hesensko-kasselské rodině pouze užívání jeho dependencí. O týden později, 19. dubna, jim vydala rozkaz, aby do čtyř hodin opustili domky, které v oblasti obývali. Sofie a její tchyně musely najít útočiště u sousedů, zejména u rodičů budoucího poslance Walthera Leislera Kiepa.
Zatímco se Friedrichshof proměnil v důstojnický klub americké armády, Hesensko-Kasselští se v květnu usadili ve Wolfsgartenu, kde je přijal Ludvík, princ hesenský, a jeho manželka Margaret Campbell Geddesová, kteří se brzy ujali mladších dětí Filipa, lankraběte hesenského. Američané lankraběte skutečně drželi ve vazbě až do roku 1947 a vyšetřování, které proti němu bylo vedeno v rámci denacifikační iniciativy, skončilo až v roce 1950. Zbavena manželova majetku, na který byla až do roku 1953 uvalena nucená správa, se Sofie ocitla ve velmi svízelné finanční situaci. Za těchto podmínek jí smrt jejího otce prince Ondřeje (zemřel v Monaku v prosinci 1944) přinesla sice průměrné, ale vítané dědictví.

## Druhé manželství
Od října 1943 ovdovělá matka pěti dětí se sblížila s princem Jiřím Vilémem Hannoverským, synem brunšvického vévody Arnošta Augusta a bratrem řecké královny Frederiky. Jejich románek, povzbuzovaný princeznou Markétou Hesenskou, vyústil v zásnuby, které byly oslaveny v lednu 1946. Protože hannoverský rod byl spřízněn s britskou královskou rodinou, otec Jiřího Viléma předtím požádal krále Jiřího VI. o povolení k zásnubám. Avšak vzhledem k tomu, že Spojené království a Německo byly stále ve válce, britská vláda zakázala panovníkovi na ni reagovat, s výjimkou neformální odpovědi.
Protože svatba byla naplánována na duben, snažila se Sofie přesvědčit americké úřady, aby jí povolily použít šperky, které zanechala ve Friedrichshofu a které si přála nosit během obřadu. Po získání potřebného povolení se princezna a landgravína Markéta vydaly na zámek, kde se domnívaly, že najdou šperky, které princ Wolfgang ukryl v roce 1943 ve sklepě. Ke svému zděšení však obě ženy zjistily, že šperky byly ukradeny, a brzy bylo zahájeno vyšetřování, aby se zjistilo, co se s nimi stalo.
Poté bylo zjištěno, že 5. listopadu 1945 kapitán Kathleen Nash, major David Watson a plukovník Jack Durant objevili šperky, jejichž hodnota byla v té době odhadována na 2 miliony liber, a že je nakonec v únoru 1946 ukradli. Postaveni před soud byli tři američtí vojáci shledáni vinnými, ale pouze některé z ukradených klenotů byly nalezeny neporušené, zbytek byl rozebrán, aby mohl být snadněji prodán ve Švýcarsku. Americká vláda navíc několik let otálela s otázkou vrácení zbývajících klenotů, které byly majitelům vráceny až 1. srpna 1951. Nakonec se rodině vrátilo asi 10 % ukradených šperků.
Za těchto podmínek měl sňatek Sofie a Jiřího Viléma jednodušší podobu, než se očekávalo. Svatba byla uspořádána na zámku Salem, který patřil Bertholdovi, markraběti bádenskému (manželovi Sofiiny sestry Teodory), a byla příležitostí k tomu, aby se nevěsta znovu setkala se svým bratrem princem Philipem, kterého neviděla od roku 1937 a který přijel do Německa s náručí obtěžkanou jídlem a dary. V následujících letech Sofie porodila další tři děti: Welf Arnošt (1947-1981), Jiří (narozen 1949) a Bedřiška Hannoverská (narozena 1954).

### Manželství prince Philipa
Od roku 1939 byl Sofiin bratr princ Philip spojován s britskou princeznou Alžbětou. Již zamilovaní se v roce 1946 na Balmoralu neoficiálně zasnoubili a krátce poté Philip přijal britské občanství. Zasnoubení páru bylo oficiálně oznámeno 10. července 1947 a hned poté začaly přípravy na svatbu. Vazby Philipovy rodiny na Německo však vyděsily britský dvůr a vládu, které se obávaly, že by veřejnosti mohl být připomínán germánský původ rodu Windsorů, pokud by byla královská rodina veřejně spojována s bývalými členy nacistické strany.
Princ Philip nemohl pozvat své sestry na svatbu. Sofie, Margarita a Teodora si byly vědomy obtíží, kterým musel jejich bratr čelit, přesto však považovaly jejich odsunutí na vedlejší kolej za nesprávné a zraňující. Zvláště zděšené a odstrčené se cítily, když si uvědomily, že jejich sestřenice, rumunská královna matka a vévodkyně z Aosty, byly pozvány, přestože jejich země byly během konfliktu spojenci nacistického režimu.
Sofie a její sestry, obtěžované tiskem, který je žádal o rozhovory, strávily svatební den 20. listopadu 1947 na zámku Marienburg se svými rodinami. Na pozvání Sofiiných příbuzných, vévody a vévodkyně brunšvických, oslavily svazek svého bratra ve společnosti své sestřenice, princezny Alžběty Řecké a Dánské, a prince Ludvíka a princezny Markéty Hesenské. O několik dní později řecké princezny navštívila sestra prince Jiřího Viléma, královna řecká, která jim přišla přinést dopis od jejich matky princezny Alice s podrobným popisem svatby; královnu doprovázela vévodkyně z Kentu, vdova po nevěstině strýci.

### Návrat k běžnému životu
Když Jiří Vilém v roce 1948 dokončil studium práv na univerzitě v Göttingenu, byl osloven svým švagrem Bertholdem, markrabětem bádenským, aby převzal vedení zámecké školy v Salemu, která byla mezitím uzavřena kvůli druhé světové válce. Princ, bývalý student této instituce, se poté se svou ženou vydal do Skotska, aby se setkal s Kurtem Hahnem, zakladatelem školy, a navštívil Gordonstoun, zařízení, které posledně jmenovaný založil, když musel kvůli svému židovskému původu uprchnout z nacistického Německa. Pro Sofii, která byla velmi zasažena způsobem, jakým s ní bylo zacházeno v době bratrovy svatby, byla tato cesta do Spojeného království příležitostí k diskrétnímu obnovení kontaktů s princem Philipem a princeznou Alžbětou.
Po příjezdu do Salemu se Jiří Vilém a Sofie usadili ve velkém domě, který jim poskytl bádenský markrabě, a princezniny děti byly vzdělávány v ústavu, který vedl Jiří Vilém. Finanční situace Sofie a jejího manžela zůstala ve skutečnosti dlouho nejistá. Pro princeznu se však situace postupně zlepšovala od roku 1950, kdy obdržela malé dědictví od své babičky z matčiny strany, vdovy markýzy z Milford Havenu. Uzavření případu krádeže šperků z hesensko-kasselské rezidence v roce 1951 a ukončení vyšetřování role Sofiina prvního manžela Kryštofa v nacistickém režimu v roce 1953 pak pomohlo normalizovat její finanční situaci i situaci jejích pěti starších dětí.
Sofie a její rodina zůstali v Salemu až do roku 1959, kdy se Jiří Vilém vzdal funkce ředitele školy. Mezitím manželé ve svém domě přivítali své neteře, řeckou a dánskou princeznu Sofii a Irenu, které do Salemu poslal jejich otec, král Pavel, aby zde dokončily svá studia.
Jakmile byla v Řecku v roce 1946 obnovena monarchie, pozvala Sofii její matka, princezna Alice, o něco později, v roce 1948, do Athén. V následujících letech se Sofie a Jiří Vilém sblížili se svým švagrem, řeckým králem Pavlem, a jeho rodinou. Královna Frederika tak začala Sofii považovat za svou nejlepší přítelkyni. Díky tomu byli princezna a její manžel pravidelně vítáni na řeckém dvoře, a pár patřil k mnoha osobnostem, které řecký panovník pozval na „Plavbu králů“ v roce 1954. Sofie a její rodina byli také pozváni do Athén u příležitosti svatby řecké a dánské princezny Sofie a asturského prince Juana Carlose v roce 1962 a byli přítomni také na svatbě řeckého krále Konstantina II. a dánské princezny Anny-Marie v roce 1964.
Na počátku 50. let se vztahy mezi britskou královskou rodinou a jejími německými příbuznými zase normalizovaly a Sofie, její sestry a jejich manželé byli pozváni na korunovaci Alžběty II. v roce 1953. Princezny a jejich rodiny pak byly často zvány do Buckinghamského paláce a Sandringhamského domu. V roce 1964 byla Sofie vybrána za kmotru svého synovce prince Edwarda, v roce 1978 se zúčastnila svatby prince Michaela z Kentu (syna její sestřenice, řecké a dánské princezny Mariny) a baronky Marie Christine von Reibnitz, v roce 1997 byla spolu s manželem pozvána na oslavy zlatého výročí svatby královny Alžběty II. a prince Philipa, v průběhu let si Sofie také vytvořila zvláštní vztah s princem Charlesem (později králem Karlem III.), který ji několikrát přijal ve své rezidenci Highgrove.

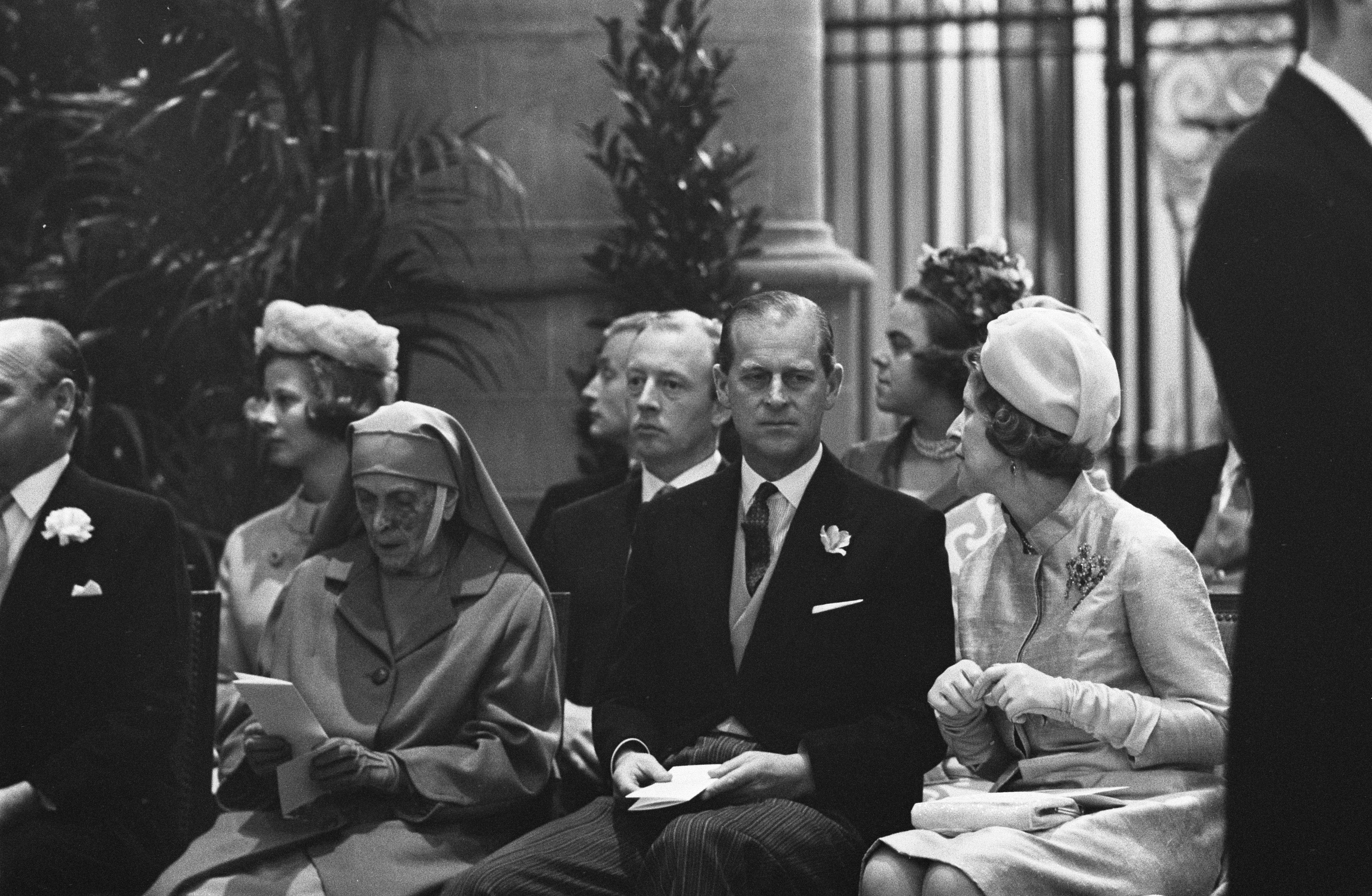
Princezna Sofie (vpravo) s bratrem princem Philipem, vévodou z Edinburghu, a matkou princeznou Alice, 1966

V roce 1958 koupili Sofie a Jiří Vilém velkou chatu v bavorském Schliersee. Manželé, kteří se dobře začlenili mezi místní obyvatelstvo, vedli ve vesnici poměrně jednoduchý a diskrétní život. Když se Sofie nestarala o své děti, věnovala se zahradničení, četbě a poslechu hudby, zatímco její manžel se věnoval svým profesním úkolům. Ve stejných letech založily své vlastní rodiny i starší princezniny děti. Princezna Kristýna se jako první ze Sofiiných osmi dětí provdala v roce 1956, princezna Dorota se v březnu 1959 provdala u jezera Schliersee za prince Friedricha z Windisch-Graetzu.
Zdravotní stav princezny Alice začal Sofii a její rodinu v průběhu let znepokojovat. Navzdory opakovaným žádostem svých dětí a svému přibývajícímu věku se odmítala přestěhovat do zahraničí a nadále žila po většinu roku téměř sama v Athénách. Po nastolení vojenského režimu v roce 1967 se však Sofie vydala do řeckého hlavního města, aby matku přesvědčila, aby opustila Řecko a usadila se ve Spojeném království, s čímž nakonec souhlasila. O dva roky později, v roce 1969, Alice v Buckinghamském paláci zemřela a Sofie s rodinou odcestovala do Londýna, aby se zúčastnila jejího pohřbu. Mezitím přišla také o svou sestru Teodoru, která zemřela v Salemu několik týdnů před jejich matkou.
Sofie, zasažená těmito postupnými ztrátami, doprovázela v následujících týdnech svou švagrovou, královnu Frederiku a neteř, princeznu Irenu, na duchovní cestě do Indie. Nebyla to její poslední cesta na subkontinent. V roce 1975 opustil její syn Welf Arnošt se svou ženou a pětiletou dcerou Německo, aby se usadil v ášramu v Púně u gurua Bhagwana Šrí Rádžniše. O šest let později, v roce 1981, Welf Arnošt zemřel na aneurysma a byl zpopelněn při hinduistickém obřadu. Jeho smrt hluboce zasáhla jeho rodiče, kteří měli pocit, že jejich synovi a snaše byl nějakým způsobem vymyt mozek, aby přijali nekřesťanskou víru. Následovala dlouhá právní bitva, během níž Sofie a Jiří Vilém napadli svou snachu Wibke van Gunsteren, aby získali do péče svou vnučku, princeznu Saskii Hannoverskou, která byla nakonec svěřena své tetě princezně Kristýně.

## Pozdější léta života a smrt
V roce 1988 Sofie splnila poslední přání své matky a přenesla její ostatky do kostela Máří Magdalény na Olivové hoře v Jeruzalémě. O několik let později, v roce 1993, památník Jad Vašem ocenil princeznu Alici jako „Spravedlivou mezi národy“ za podporu židovské rodiny během druhé světové války. Sofie a Philip, její poslední žijící děti po Margaritině smrti v roce 1981, byli v roce 1994 pozváni do izraelského hlavního města na slavnostní ceremoniál k uctění památky jejich matky. Jak upozornil španělský historik Ricardo Mateos Sainz de Medrano, vzhledem k Sofiiným minulým vazbám na nacistický režim v tom byla jistá ironie.
V roce 1994 také nešťastnou náhodou zemřel jeden ze Sofiiných vnuků, jugoslávský princ Kryštof. Čtyřiatřicetiletý princ, učitel přírodních věd na střední škole ve skotském Bowmore, zemřel, když ho cestou domů na kole srazilo auto. Sofie, kterou o tom informoval vévoda z Edinburghu během pobytu ve Velké Británii, byla touto zprávou šokována.
Princezna strávila poslední měsíce svého života v pečovatelském domě ve Schliersee, kde 24. listopadu 2001 zemřela a kde ji přežili manžel, sedm dětí, čtrnáct vnoučat a čtrnáct pravnoučat. Její pohřeb se konal na zámku Wolfsgarten za přítomnosti mnoha příslušníků šlechty a její ostatky byly pohřbeny na hřbitově kostela svatého Martina ve Schliersee, kde se k ní nakonec v roce 2006 připojil i její druhý manžel.

## Vývod z předků
|                        |                                |  |                     |                                   |  |  |  |  |  |  |  | Fridrich Vilém Šlesvicko-Holštýnsko-Sonderbursko-Glücksburský |
|                        |                                |  |                     |                                   |  |  |  |  |  |  |  |                                                               |
|                        | Kristián IX.                   |  |                     |                                   |  |  |  |  |  |  |  |                                                               |
|                        |                                |  |                     |                                   |  |  |  |  |  |  |  |                                                               |
|                        |                                |  |                     | Luisa Karolina Hesensko-Kasselská |  |  |  |  |  |  |  |                                                               |
|                        |                                |  |                     |                                   |  |  |  |  |  |  |  |                                                               |
|                        | Jiří I. Řecký                  |  |                     |                                   |  |  |  |  |  |  |  |                                                               |
|                        |                                |  |                     |                                   |  |  |  |  |  |  |  |                                                               |
|                        |                                |  |                     | Vilém Hesensko-Kasselský          |  |  |  |  |  |  |  |                                                               |
|                        |                                |  |                     |                                   |  |  |  |  |  |  |  |                                                               |
|                        | Luisa Hesensko-Kasselská       |  |                     |                                   |  |  |  |  |  |  |  |                                                               |
|                        |                                |  |                     |                                   |  |  |  |  |  |  |  |                                                               |
|                        |                                |  |                     | Luisa Šarlota Dánská              |  |  |  |  |  |  |  |                                                               |
|                        |                                |  |                     |                                   |  |  |  |  |  |  |  |                                                               |
|                        | Ondřej Řecký a Dánský          |  |                     |                                   |  |  |  |  |  |  |  |                                                               |
|                        |                                |  |                     |                                   |  |  |  |  |  |  |  |                                                               |
|                        |                                |  |                     | Mikuláš I. Pavlovič               |  |  |  |  |  |  |  |                                                               |
|                        |                                |  |                     |                                   |  |  |  |  |  |  |  |                                                               |
|                        | Konstantin Nikolajevič Ruský   |  |                     |                                   |  |  |  |  |  |  |  |                                                               |
|                        |                                |  |                     |                                   |  |  |  |  |  |  |  |                                                               |
|                        |                                |  |                     | Šarlota Pruská                    |  |  |  |  |  |  |  |                                                               |
|                        |                                |  |                     |                                   |  |  |  |  |  |  |  |                                                               |
|                        | Olga Konstantinovna Romanovová |  |                     |                                   |  |  |  |  |  |  |  |                                                               |
|                        |                                |  |                     |                                   |  |  |  |  |  |  |  |                                                               |
|                        |                                |  |                     | Josef Sasko-Altenburský           |  |  |  |  |  |  |  |                                                               |
|                        |                                |  |                     |                                   |  |  |  |  |  |  |  |                                                               |
|                        | Alexandra Sasko-Altenburská    |  |                     |                                   |  |  |  |  |  |  |  |                                                               |
|                        |                                |  |                     |                                   |  |  |  |  |  |  |  |                                                               |
|                        |                                |  |                     | Amálie Württemberská              |  |  |  |  |  |  |  |                                                               |
|                        |                                |  |                     |                                   |  |  |  |  |  |  |  |                                                               |
| 'Sofie Řecká a Dánská' |                                |  |                     |                                   |  |  |  |  |  |  |  |                                                               |
|                        |                                |  |                     |                                   |  |  |  |  |  |  |  |                                                               |
|                        |                                |  | Ludvík II. Hesenský |                                   |  |  |  |  |  |  |  |                                                               |
|                        |                                |  |                     |                                   |  |  |  |  |  |  |  |                                                               |
|                        | Alexandr Hesensko-Darmstadtský |  |                     |                                   |  |  |  |  |  |  |  |                                                               |
|                        |                                |  |                     |                                   |  |  |  |  |  |  |  |                                                               |
|                        |                                |  |                     | Vilemína Luisa Bádenská           |  |  |  |  |  |  |  |                                                               |
|                        |                                |  |                     |                                   |  |  |  |  |  |  |  |                                                               |
|                        | Ludvík z Battenbergu           |  |                     |                                   |  |  |  |  |  |  |  |                                                               |
|                        |                                |  |                     |                                   |  |  |  |  |  |  |  |                                                               |
|                        |                                |  |                     | John Maurice Hauke                |  |  |  |  |  |  |  |                                                               |
|                        |                                |  |                     |                                   |  |  |  |  |  |  |  |                                                               |
|                        | Julie von Hauke                |  |                     |                                   |  |  |  |  |  |  |  |                                                               |
|                        |                                |  |                     |                                   |  |  |  |  |  |  |  |                                                               |
|                        |                                |  |                     | Sofie Lafontaine                  |  |  |  |  |  |  |  |                                                               |
|                        |                                |  |                     |                                   |  |  |  |  |  |  |  |                                                               |
|                        | Alice z Battenbergu            |  |                     |                                   |  |  |  |  |  |  |  |                                                               |
|                        |                                |  |                     |                                   |  |  |  |  |  |  |  |                                                               |
|                        |                                |  |                     | Karel Hesenský                    |  |  |  |  |  |  |  |                                                               |
|                        |                                |  |                     |                                   |  |  |  |  |  |  |  |                                                               |
|                        | Ludvík IV. Hesenský            |  |                     |                                   |  |  |  |  |  |  |  |                                                               |
|                        |                                |  |                     |                                   |  |  |  |  |  |  |  |                                                               |
|                        |                                |  |                     | Alžběta Pruská                    |  |  |  |  |  |  |  |                                                               |
|                        |                                |  |                     |                                   |  |  |  |  |  |  |  |                                                               |
|                        | Viktorie Hesensko-Darmstadtská |  |                     |                                   |  |  |  |  |  |  |  |                                                               |
|                        |                                |  |                     |                                   |  |  |  |  |  |  |  |                                                               |
|                        |                                |  |                     | Albert Sasko-Kobursko-Gothajský   |  |  |  |  |  |  |  |                                                               |
|                        |                                |  |                     |                                   |  |  |  |  |  |  |  |                                                               |
|                        | Alice Sasko-Koburská           |  |                     |                                   |  |  |  |  |  |  |  |                                                               |
|                        |                                |  |                     |                                   |  |  |  |  |  |  |  |                                                               |
|                        |                                |  |                     | královna Viktorie                 |  |  |  |  |  |  |  |                                                               |
|                        |                                |  |                     |                                   |  |  |  |  |  |  |  |                                                               |